# Lady S.
Lady S. is een realistisch getekende strip van schrijver Jean Van Hamme (t/m nr 9) en tekenaar Philippe Aymond, die vanaf deel 10 ook het scenario voor zijn rekening neemt. De avonturenstrip over een spionne verschijnt bij uitgeverij Dupuis, en maakte tot 2015 deel uit van de collectie Spotlight.

## Albums
1. Na Zdorovje, Shanjoeska! (2004)
2. Op je gezondheid, Suzie! (2005)
3. 59° Noorderbreedte (2006)
4. Wie een kuil graaft voor een ander... (2007)
5. Een mol in Washington (2008)
6. Saudade (2009)
7. Een lange seconde (2011)
8. Staatsraison (2012)
9. Voor het leven van een vrouw (2013)
10. DNA (2014)
11. De breuklijn (2015)
12. Krachtsverhoudingen (2016)
13. De Judaskus (2017)
14. Code vampiir (2019)
15. In de muil van de tijger (2021)
16. Zelfmoordoperaties (2023)